# Litònides
Els litònides (Lithonida) són un ordre d'esponges calcàries de las subclasse dels calcaronis.

## Característiques
Els litònides tenen un esquelet reforçat que consisteix en, ja sigui en actines basals de tetracines unides o cimentades, o en una massa basal rígida de calcita. Generalment presenten espícules al diapasó i el sistema de canals és leuconoide.

## Taxonomia
L'ordre Lithonida inclou una sola família amb 5 gèneres i 18 espècies:
- Família Minchinellidae Dendy & Row, 1913
  - Gènere Minchinella Kirkpatrick, 1908
  - Gènere Monoplectroninia Pouliquen & Vacelet, 1970
  - Gènere Petrostroma Döderlein, 1892
  - Gènere Plectroninia Hinde, 1900
  - Gènere Tulearinia Vacelet, 1977